# Reminderville
Reminderville é uma vila localizada no estado norte-americano de Ohio, no Condado de Summit.

## Demografia
Segundo o censo norte-americano de 2000, a sua população era de 2347 habitantes.
Em 2006, foi estimada uma população de 2507, um aumento de 160 (6.8%).

## Geografia
De acordo com o United States Census Bureau tem uma área de
5,3 km², dos quais 5,2 km² cobertos por terra e 0,1 km² cobertos por água.

## Localidades na vizinhança
O diagrama seguinte representa as localidades num raio de 8 km ao redor de Reminderville.